# Пембервик (Конектикат)
Пембервик (енгл. Pemberwick) насељено је место без административног статуса у америчкој савезној држави Конектикат.

## Демографија
По попису из 2010. године број становника је 3.680.
| Група             | 2000.    | 2010.         |
| Белци             | 0 (0,0%) | 2.832 (77,0%) |
| Афроамериканци    | 0 (0,0%) | 51 (1,4%)     |
| Азијати           | 0 (0,0%) | 238 (6,5%)    |
| Хиспаноамериканци | 0 (0,0%) | 502 (13,6%)   |
| Укупно            | 0        | 3.680         |